# Haras de Borculo
Le haras de Borculo est un haras néerlandais, qui fut brièvement rattaché à l'administration des haras impériaux de Napoléon Ier. 
En janvier 1814, le cheptel de ce haras est rapatrié vers le haras du Pin.